# Пјано ди Сопра (Трапани)
Пјано ди Сопра је насеље у Италији у округу Трапани, региону Сицилија.
Према процени из 2011. у насељу је живело 15 становника. Насеље се налази на надморској висини од 63 м.